# Goniophylla fragilis
Goniophylla fragilis är en fjärilsart som beskrevs av Turner 1945. Goniophylla fragilis ingår i släktet Goniophylla och familjen nattflyn. Inga underarter finns listade i Catalogue of Life.